# Москвин, Николай Афанасьевич
Николай Афанасьевич Москви́н (26 ноября 1901 года — 3 декабря 1977 года) — советский военачальник, генерал-майор (1942).

## Биография
Родился в д. Свинино Грязовецкого уезда Вологодской губернии. Подростком вместе с отцом уехал в Вологду, устроился на работу в Вологодское паровозное депо.
В 1918 году вступил в РККА, участвовал в Гражданской войне, красноармейцем сражался в составе Ижмо-Печорского полка на Северо-Двинском направлении (Северный фронт), затем воевал на Западном фронте.
В 1921 году окончил 2-е Вологодские командные пехотные курсы и был направлен на Туркестанский фронт. В составе 8-го стрелкового полка 3-й Туркестанской стрелковой дивизии сражался с басмачами, был командиром взвода, затем роты, начальником полковой школы, вр. и.д. командира стрелкового батальона, начальником отделения штаба стрелковой дивизии. В 1926 году окончил Курсы «Выстрел», в 1932 году — Курсы усовершенствования командного состава при Штабе РККА, в 1936 году — Военную академию им. Фрунзе. В октябре 1937 года назначен помощником начальника отделения 4-го отдела Генерального штаба, с 1938 года — начальник штаба 51-го стрелкового корпуса Уральского военного округа, позднее — начальник штаба 12-го стрелкового корпуса Забайкальского военного округа, с 1940 года — начальник штаба 66-го стрелкового корпуса Приволжского военного округа. С февраля 1941 года служил в Харьковском военном округе — заместителем начальника штаба по организационно-мобилизационным вопросам, затем начальником штаба округа.
В начале Великой Отечественной войны Н. А. Москвин, на той же должности, с 21 ноября 1941 года по 28 мая 1942 года — вр. и.д. командующего 58-й армии, которая вела оборонительные бои на территории Архангельского военного округа. 25 мая 1942 года 58-я армия была переформирована в 3-ю танковую армию, тогда же Н. А. Москвин был назначен начальником штаба 7-й резервной армии, которая 10 июля 1942 года была переименована в 62-ю армию, 12 июля 1942 года армия вошла в состав Сталинградского фронта. В июле-августе 1942 года Н. А. Москвин был начальником штаба 62-й армии, участвовал в начальном периоде Сталинградской битвы. Его преемник, Н. И. Крылов, вспоминал: 

Я не предполагал тогда стать в недалеком будущем преемником Москвина, но могу сразу сказать: штаб он оставил сколоченный, высокоработоспособный.— Крылов Н. И. Сталинградский рубеж.
21 сентября 1942 года Н. А. Москвин назначен командиром 147-й стрелковой дивизии 2-й ударной армии Волховского фронта. Дивизия только что вышла из окружения, в котором понесла тяжелые потери. В ходе операции «Искра» 19 января 1943 года дивизия получила приказ овладеть Рабочим Поселком № 6 и западной окраиной Синявино. Приказ выполнен не был, части дивизии поддались панике и отступили. 23 января 1943 года Военный трибунал Волховского фронта установил:

«Москвин, являясь командиром 147-й стрелковой дивизии, 19 января 1943 г. от командарма-2 получил боевой приказ о наступлении всеми силами дивизии с целью овладеть Рабочим Поселком № 6 и западной окраиной Синявино. В подготовительный период и в процессе практической реализации указанного приказа Москвин проявил преступную бездеятельность, которая выразилась в том, что он, при постановке задач командирам полков, границ наступления частям не указал, взаимодействие родов войск не отработал, надлежащей связи с частями не организовал. На своем командном или наблюдательном пункте вовсе не находился, а разъезжал по КП частей и потерял управление частями, боевой их деятельностью не руководил. В результате игнорирования Москвиным строгого соблюдения боевых порядков, предусмотренных Боевым уставом пехоты, в решающий момент боя — порядки частей дивизии перемешались, поддались панике и самовольно отошли с занимаемого рубежа. В этой сложной обстановке Москвин должных мер к наведению порядка и дисциплины в частях не принял, проявил полное бездействие».— Командармы. Военный биографический словарь
 Согласно ст. 193-17б УК РСФСР, Н. А. Москвин был приговорён к 10 годам лишения свободы и лишен воинского звания «генерал-майор».
С учётом предыдущей службы, было применено примечание 2 к ст. 28 УК РСФСР, исполнение приговора было отсрочено до конца войны, Н. А. Москвин был отправлен на фронт, учитывая боевой опыт, его назначили командиром батальона. В качестве комбата Н. А. Москвин проявил себя хорошим командиром, в январе 1943 года был назначен командиром 641-го стрелкового полка 165-й стрелковой дивизии. 27 июля 1943 года Военный трибунал Волховского фронта, по ходатайству Н. А. Москвина полностью освободил его от меры наказания десяти лет лишения свободы, в соответствии с Указом Президиума Верховного Совета он был признан не имеющим судимости. Так как лишение воинского звания не было утверждено Постановлением Совнаркома, со снятием судимости это звание было за ним сохранено.
С августа 1943 года Н. А. Москвин — в распоряжении Военного совета Волховского фронта, затем в распоряжении Главного управления кадров НКО. В январе 1944 года он был назначен вр. и.д. заместителя начальника штаба Прибалтийского военного округа, с марта 1944 года — вр. и.д. заместителя начальника штаба Одесского военного округа (ОдВО).
В августе 1945 года Н. А. Москвин был назначен заместителем начальника штаба ОдВО по организационно-мобилизационной работе. В сентябре 1948 года вышел в отставку.
Жил Николай Афанасьевич Москвин в Вологде, где и умер в 1977 году.

## Звания
- полковник
- генерал-майор — 03.05.1942 (23.01.1943 — лишён звания, 27.06.1943 — лишение звания отменено)

## Награды
- Орден Ленина (21.02.1945)[4]
- Три ордена Красного Знамени (22.01.1942, 3.11.1944, 20.06.1949)
- Медаль «За оборону Сталинграда»
- другие медали